# Michiru Ōshima
Michiru Ōshima (jap. 大島ミチル Ōshima Michiru; ur. 16 marca 1961 w Nagasaki) – japońska kompozytorka, najbardziej znana z tworzenia ścieżki dźwiękowej do serii Fullmetal Alchemist (dostała nagrodę za muzykę do jej ekranizacji – Conqueror of Shamballa). Pracowała z takimi artystami jak Yasunori Mitsuda i Hitoshi Sakimoto.

## Wybrane ścieżki dźwiękowe

### Anime
- The Weathering Continent (1992)
- Queen Emeraldas (OAV, 1998 – 1999)
- Fullmetal Alchemist (2003 – 2004)
- Conqueror of Shamballa (2005)
- Xam'd: Lost Memories (2008)
- Zetsuen no Tempest (2012)

### Gry
- Genghis Khan II: Clan of the Gray Wolf (1993)
- Legend of Legaia (1998)
- Legaia 2: Duel Saga (2001)
- The Legend of Zelda: Twilight Princess (2006)